# Ayutthaya (provins)
Ayutthaya (thai: พระนครศรีอยุธยา) är en provins i Thailand, strax norr om Bangkok, och även namnet på provinsens huvudort, den historiska staden Ayutthaya. Provinsen har en yta på 2 556,6 km² och 727 277 invånare (år 2000).
Provinsen gränsar till provinserna Ang Thong, Lop Buri, Saraburi, Pathum Thani, Nonthaburi, Nakhon Pathom och Suphan Buri.

## Administrativ indelning
Provinsen är indelad 16 distrikt (amphoe). Distrikten är i sin tur indelade i 209 subdistrikt (tambon) och 1328 byar (muban).